# Eumedonia kogistana
Eumedonia kogistana is een vlinder uit de familie van de Lycaenidae. De soort is voor het eerst wetenschappelijk beschreven als Lycaena kogistana door Grigori Jefimovitsj Groemm-Grzjimajlo in een publicatie uit 1888.
De soort komt voor in Tadzjikistan.